# أوين بايبر
أوين بايبر (بالإنجليزية: Owen Bieber)‏ هو نقابي أمريكي، ولد في 28 ديسمبر 1929 في بلدة دور في الولايات المتحدة.